# Geographe Bay
Geographe Bay is een baai in de regio South West in West-Australië. Ze ligt ongeveer 220 kilometer ten zuidwesten van Perth. 

## Geschiedenis
De baai kreeg haar naam in mei 1801 van de Franse ontdekkingsreiziger Nicolas Baudin toen hij er op 30 mei voor anker lag om de kust van Australië in kaart te brengen. Hij noemde haar naar het belangrijkste schip van zijn expeditie, de Geographe.

## Geografie
De baai maakte een wijde bocht van kaap Naturaliste in het zuiden, over Dunsborough en Busselton tot Bunbury in het noorden. De baai wordt beschermd van de zuidwestenwinden en de ruwe Indische Oceaan door kaap Naturaliste. Het is dan ook een populaire bestemming voor de pleziervaart. De baai is vrij ondiep waardoor grote schepen de toegang belet worden. Om dat probleem te omzeilen werd de bijna twee kilometer lange Busselton Jetty gebouwd, de langste in de zuidelijke hemisfeer.

## Varia
Het fregat HMAS Swan van de Koninklijke Australische marine werd op 14 december 1997 in de Geographebaai nabij Dunsborough tot zinken gebracht. Het gezonken fregat doet dienst als duikwrak en kunstmatig rif.
De baai trekt walvisspotters aan die er een alternatief in zien voor Flinders Bay.
Sinds 2000 worden er door verschillende overheidsdiensten en organisaties onderzoeken gedaan, rapporten afgeleverd en strategieën uitgewerkt over het water- en grondgebruik en de afwateringssystemen in de stroomgebieden die in de Geographe baai uitkomen en over de baai zelf. De groeiende bevolking en het stijgend toerisme zetten de natuurlijke systemen onder druk.